# Lecanorales
Lecanorales Nannf., 1932 è un ordine di funghi della classe Lecanoromycetes. 

## Descrizione
Le specie appartenenti al raggruppamento dei Lecanorales sono funghi lichenizzanti, ovvero che contribuiscono alla formazione dei licheni, organismi simbiotici costituiti da una specie fungina e da un cianobatterio o un'alga. Il corpo fruttifero tipico dei lecanorales è un ascocarpo apotecio.

## Tassonomia
L'ordine comprende le seguenti famiglie:
- Biatoraceae
- Bruceomycetaceae
- Catillariaceae
- Cladoniaceae
- Gypsoplacaceae
- Haematommataceae
- Lecanoraceae
- Malmideaceae
- Parmeliaceae
- Pilocarpaceae
- Psilolechiaceae
- Psoraceae
- Ramalinaceae
- Ramboldiaceae
- Scoliciosporaceae
- Sphaerophoraceae
- Stereocaulaceae
- Tephromelataceae

- Generi incertae sedis : 
  - Coronoplectrum
  - Ivanpisutia
  - Lichenosticta
  - Myochroidea
  - Neopsoromopsis
  - Psoromella
  - Puttea
  - Ramalea